# Biblioteca Nacional de Mauritania
La biblioteca Nacional de Mauritania (en árabe : المكتبة الوطنية الموريتانية) se ubica en Nuakchot, capital de Mauritania. La biblioteca se fundó como institución en 1962 pero su existencia real data de 1965. 
La institución conserva en sus colecciones más de 10.000 volúmenes y tiene 41 empleados. La biblioteca está ubicada en el mismo edificio que el Museo Nacional de Mauritania, construido en 1972.